# 回教
回教（かいきょう、中国語: 回教; 拼音: Huíjiào、朝鮮語: 회교、ベトナム語: Hồi giáo）は、イスラム教（イスラーム）を指して中国や日本などの漢字文化圏で伝統的に使われてきた言葉である。回回教または回々教（フイフイきょう）という場合もある。回教は、回回教がつづまったものとみられる。

## 概説
この名称の起源については正確にはわかっていないが、回回とは、中国では北宋の時代に現在の新疆ウイグル自治区、甘粛省に居住していたウイグル（回鶻、回紇）を指して用いられていた。ここから転じて、ウイグルの居住地方の方面から東アジアへ訪れるイスラム教徒（ムスリム）まで回回と呼ばれるようになったと考えられている。他に、イスラム教徒がメッカを巡礼する際にカアバ神殿内を回ることから回回と呼ばれるようになったという説や、スーフィズムにおける回旋舞踊から回回と呼ばれるようになったという説もある。
これと前後して地理的、民族的な概念としての回回が次第に拡大し、元の頃までにウイグルの向こう側のトルキスタンにいるムスリムを指すようになった。当時のウイグルはもっぱら仏教やマニ教を信仰していたので、ここに至って「ウイグル」と「回回」は別々の意味の言葉となる。
明代には、回回（ムスリム）が信じる教え（イスラム教）を回教という用法が定着し、清代には中国の領内に居住し中国語を話すムスリムを「回民」、同じ時期には中央アジアに居住しテュルク系言語を話すムスリムが「回部」と呼びわけた。なお、20世紀になって回部はウイグル人と自称・他称するようになっている。
現在日本や中国ではこの名称が使われることは減少してきており、現在の日本では「イスラム教」ないし「イスラーム（教）」という語が広く定着し、かつ日本においてイスラム教徒のことを以前は「回教徒」と称していたが、現在の日本語で「回教徒」と称することはまずない。一方イスラム教、又はその信者が多い中東地域に起因する服装、建築様式などの文化を「回教系」と表現する事は未だ少なくない。また、中国でも「回教」の呼称が使用される場合もあるが、「イスラーム」の音訳である「伊斯蘭教」（イースーランジャオ、Yīsīlánjiào）の名称が現在では一般的である。但し、ベトナムでは現在も回教（Hồi giáo）と呼ぶ。
かつては、イスラム教を国教としている国が国名としている「-イスラム共和国」を「回教共和国」と称することもあった（例：パキスタン、イラン）。現在は用いられることはめったにない。